# Duílio Genari
Duílio Genari (Veranópolis, 10 de maio de 1937 — Toledo, 2 de março de 2023) foi um empresário e político brasileiro filiado ao Partido Progressista. Foi deputado estadual, vereador e prefeito do município de Toledo, no estado do Paraná.

## Biografia
Gaúcho de Veranópolis, é de uma família de origem italiana. Fixou residência em Toledo, no Paraná, onde foi vereador, prefeito e  presidente da Associação dos Municípios do Oeste do Paraná (AMOP). Quando foi eleito vereador, teve na época a maior votação na história de Toledo e foi presidente da Câmara de Vereadores.
Foi deputado estadual no Paraná, eleito suplente pela primeira pelo Partido Democrático Social (PDS) nas eleições de 1986, assumindo o mandato em março de 1990. Teve sete mandados consecutivos e assumiu a liderança do Partido Progressista na Assembleia Legislativa do Paraná. Foi também presidente da Comissão de Tomadas de Contas e integrou as Comissões de Constituição e Justiça e Saúde Pública.
Faleceu na noite de 2 de março de 2023 aos 85 anos. O político sofria de Parkinson e enfrentava sérios problemas de saúde.